# Serge Guirao
Pour les articles homonymes, voir Guirao et Garcia.
Serge Guirao, de son vrai nom Serge Guirao Garcia, est un chanteur et auteur-compositeur hispano-français, né le 8 décembre 1953 à Oujda au Maroc et mort le 29 décembre 2021 à Muret (Haute-Garonne),.

## Biographie
Serge Guirao fait des études classiques au conservatoire de Toulouse, où il apprend la contrebasse, le solfège, l'harmonie, le chant et l'art dramatique (1970-1978). En 1978, il accompagne Miguel Bosé à la basse à Madrid puis de 1979 à 1981, Alberto Cortez en Amérique latine. En 1982, il sort son premier 45 tours Fréquence passion chez RCA puis en 1987, son premier album En chanteur chez CBS. Suivent quelques autres 45 tours comme Maria, Devine, Fascination ou Combat de cobras. En 88 sortira "Entre le ciel et la terre", qui ne connaîtra guère de succès.

## Discographie
- 1987 : En chanteur (album)
- 1991 : Passerelles (album)
- 1994 : La Nuit obscure, poèmes de Saint Jean de La Croix, mis en musique par Vicente Pradal[3]
- 2001 : Pelleas y Melisanda, poème dialogué de Pablo Neruda, mis en musique par Vicente Pradal[4]